# Fear Inoculum (chanson)
 (octobre 2019).
Singles de Tool
Jambi
(2007)
Fear Inoculum est une chanson du groupe de metal progressif américain Tool. Il s'agit du premier morceau extrait de l'album éponyme et il est diffusé pour la première fois en août 2019. Il s'agit également du premier morceau du groupe à être diffusé immédiatement de façon numérique.

## Membres du groupe lors de l'enregistrement de la chanson
- Maynard James Keenan - chant
- Adam Jones - guitare
- Justin Chancellor - basse
- Danny Carrey - batterie